# دیه‌گو هنریکه پاچیگو دی سوزا
دیه گو هنریکه پاچیگو دی سوزا (به پرتغالی: Diego Henrique Pachega de Souza) هافبک اهل برزیل است که در شهر پیراسیکابا و در تاریخ ۲۰ آوریل ۱۹۹۲ به دنیا آمده‌است.
دیه گو هنریکه پاچیگو دی سوزا در تیم‌های فوتبال Desportivo Brasil سابقهٔ حضور دارد.